# Стокгольм (лен)

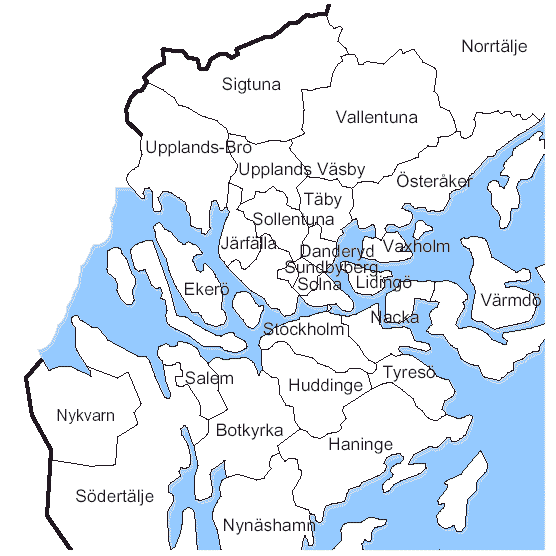
Комуни лену Стокгольм

Стокгольм (швед. Stockholms län) — лен на узбережжі Балтійського моря на південному сході Швеції. Адміністративний центр — місто Стокгольм. Розташований у провінціях (ландскапах) Уппланд (Руслаген) та Седерманланд. Межує з ленами Уппсала, Седерманланд. П'ята частина населення Швеції проживає у цьому лені.

## Адміністративний поділ
Адміністративно лен Стокгольм поділяється на 26 комун:
| 1. Комуна Ботчирка (Botkyrka kommun) 2. Комуна Валлентуна (Vallentuna kommun) 3. Комуна Ваксгольм (Vaxholms kommun) 4. Комуна Вермде (Värmdö kommun) 5. Комуна Ганінге (Haninge kommun) 6. Комуна Гуддінге (Huddinge kommun) 7. Комуна Дандерид (Danderyds kommun) 8. Комуна Екере (Ekerö kommun) 9. Комуна Естерокер (Österåkers kommun) 10. Комуна Єрфелла (Järfälla kommun) 11. Комуна Лідінге (Lidingö kommun) 12. Комуна Нака (Nacka kommun) 13. Комуна Норртельє (Norrtälje kommun) | 1. Комуна Никварн (Nykvarns kommun) 2. Комуна Нинесгамн (Nynäshamns kommun) 3. Комуна Салем (Salems kommun) 4. Комуна Седертельє (Södertälje kommun) 5. Комуна Сигтуна (Sigtuna kommun) 6. Комуна Соллентуна (Sollentuna kommun) 7. Комуна Стокгольм (Stockholms kommun) 8. Комуна Сульна (Solna kommun) 9. Комуна Сундбюберг (Sundbybergs kommun) 10. Комуна Тебю (Täby kommun) 11. Комуна Тиреше (Tyresö kommun) 12. Комуна Уппландс-Бру (Upplands-Bro kommun) 13. Комуна Уппландс-Весбю (Upplands Väsby kommun) |